# Léon Ehrhart
Léon Ehrhart est un organiste et compositeur français né le 11 mai 1854 à Mulhouse et mort subitement le 4 octobre 1875 à Porretta en Italie alors qu'il était pensionnaire à la Villa Médicis.

## Biographie
C'est dans sa ville natale de Mulhouse que Léon Ehrhart prend ses premières leçons de musique auprès de Joseph Heyberger. Il travaille ensuite avec Alexis Chauvet à Paris puis entre au Conservatoire, où il est l'élève de François Benoist en orgue et d'Henri Reber en composition.
En 1870, il obtient un deuxième accessit de contrepoint et fugue ainsi qu'un premier prix d'orgue. La même année, il est choisi pour tenir les orgues de l'église Saint-Pierre de Montrouge à Paris.
En 1872, il se présente au concours de composition pour le Prix de Rome et recueille un Second Grand prix. Il est récompensé d'un Premier Grand prix deux ans plus tard, en 1874, avec sa cantate Acis et Galatée, sur un texte de Georges Adenis.
En janvier 1875, il devient donc pensionnaire à la Villa Médicis. Quelques mois après, c'est au cours d'un voyage en compagnie de son camarade Marcel Lambert qu'il meurt subitement dans le train d'une rupture d'anévrisme.
Enterré en Italie, son corps est rapatrié en France, où une cérémonie d'obsèques est organisée en l'église de la Madeleine en mars 1876. Théodore Dubois dirige à cette occasion le chœur de la maîtrise de la Madeleine et fait exécuter un Kyrie et un Benedictus de la plume du jeune compositeur décédé. Il est inhumé au cimetière du Père-Lachaise.
Une plaque en son honneur est apposée en l'église Saint-Louis-des-Français à Rome.

## Œuvres
La Bibliothèque nationale de France possède plusieurs manuscrits du jeune compositeur précocement décédé :
- Presto pour piano, 1869
- Morceau symphonique pour l'orchestre, réduction piano, 1869
- Pièces pour orgue, 1869-1870
- Menuet en la majeur pour piano, 1870
- Allegro scherzando pour piano, 1870
- Romanze pour piano, 1870
- Berceuse pour piano, 1870
- Trio pour piano, violon et violoncelle, 1870
- Gruss, lied pour voix et piano sur un poème de Heinrich Heine, 1871
- Neuer Frühling, lied pour voix et piano sur un poème de Heine, 1872
- Hymne à la nuit, mélodie pour voix et piano sur les quatre premières strophes du poème L'étoile de la lyre d'Amable Tastu, 1872
- 4 mélodies pour voix et piano, 1872
- Prestissimo pour piano, 1874
- La muse populaire, prologue musical pour orchestre, soli et chœur, 1874